# Fortunata y Jacinta (serie de televisión)
Fortunata y Jacinta fue una miniserie de diez capítulos basada en la novela homónima del escritor canario Benito Pérez Galdós, ambientada en el Madrid de la segunda mitad del siglo XIX, adaptada por Ricardo López Aranda y Mario Camus, dirigida por este último, y emitida por Televisión Española en 1980.
La célebre novela ya había sido llevada al cine por Angelino Fons en 1970. El 30 de abril de 2009 la serie fue reestrenada en la página web de Radio Televisión Española, donde se pueden ver íntegros todos los capítulos de forma permanente y gratuita.
Contó con un presupuesto de 160 millones de pesetas.

## Reparto
- Ana Belén - Fortunata
- Maribel Martín - Jacinta
- Mario Pardo - Maximiliano Rubín
- François-Eric Gendron - Juanito Santa Cruz
- Fernando Fernán Gómez - Don Evaristo Feijoo
- Charo López - Mauricia la Dura
- Francisco Rabal - José Izquierdo
- María Luisa Ponte - Doña Lupe Rubín
- Jean-Marc Thibault - Don Baldomero Santa Cruz
- Mary Carrillo - Doña Bárbara Arnáiz
- Manuel Alexandre - Plácido Estupiñá
- Francisco Algora - Nicolás Rubín
- Luis Ciges - José Ido del Sagrario
- Tote García Ortega - Segunda Izquierdo
- Francisco Marsó - Jacinto Villalonga
- Julio Núñez - Manuel Moreno Isla
- Manolo Zarzo - Segismundo Ballester
- Cristina Torres - Papitos
- Alejandro Enciso - Juan Pablo Rubín
- Berta Riaza - Doña Guillermina
- Mirta Miller - Aurora Samaniego
- Antonio Passy - Francisco Torquemada
- Ángel Luis Hernández Zarzosa -

Juan Evaristo Segismundo
- María Elena Flores

## Premios
- Fotogramas de Plata: mejor intérprete de televisión (Ana Belén).
- Premios TP de Oro: mejor serie nacional. Mejor actriz (Ana Belén).
- Premios Ondas: Nacional de Televisión.